# VF Group-Bardiani CSF-Faizanè
La VF Group-Bardiani CSF-Faizanè, nota in passato come Termolan, Santini, Panaria, CSF Group, Colnago, Bardiani CSF e Green Project, è una squadra maschile italiana di ciclismo su strada con licenza di UCI ProTeam.
Attiva nel professionismo dal 1982, sempre sotto la direzione tecnica di Bruno Reverberi e successivamente anche del figlio Roberto, la formazione ha ottenuto numerose vittorie in tappe e classifiche accessorie del Giro d'Italia e tre successi ai campionati italiani (due con Massimo Podenzana e uno con Filippo Zana). A livello di squadra, ha vinto la classifica dell'Europe Tour 2005 e la Coppa Italia 2009 e 2016.
La società ha sede a Barco di Bibbiano, ed è sponsorizzata da VF Group, gruppo trevigiano di outsourcing industriale, Bardiani Valvole, azienda parmense di valvole industriali, CSF Inox, società reggiana produttrice di pompe per l'industria, e Faizanè, azienda vicentina attiva nella lavorazione di materie plastiche.

## Cronistoria

### Annuario

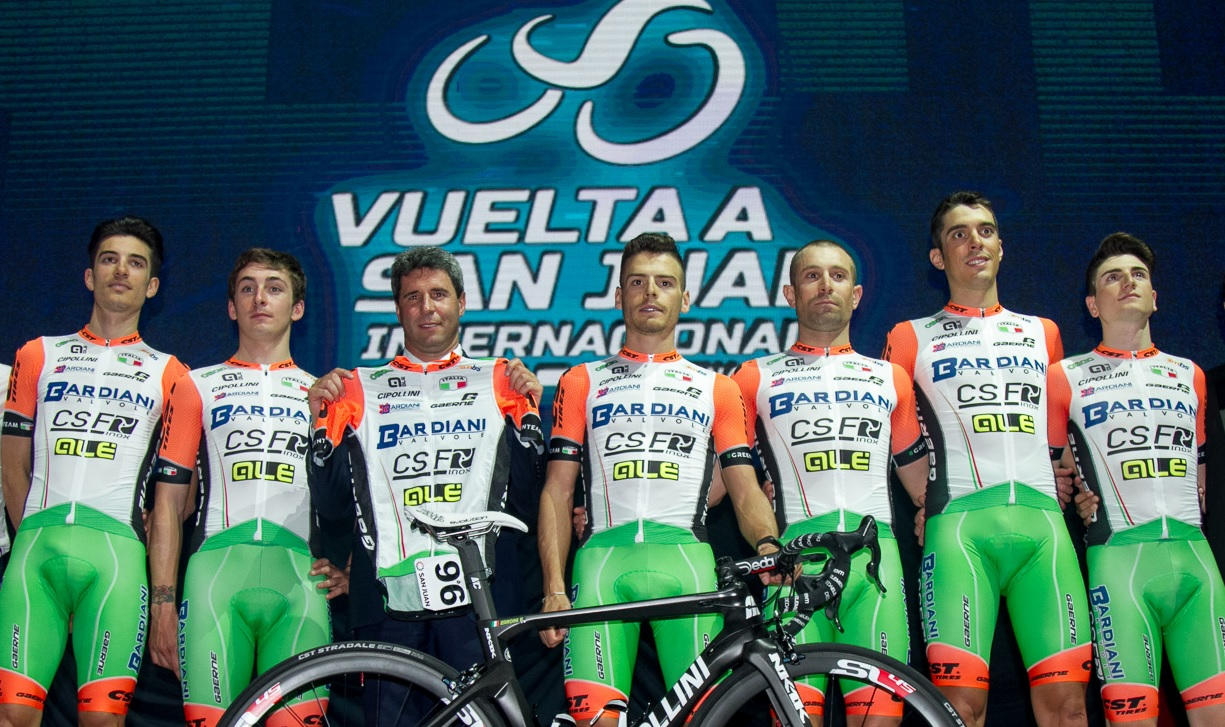
La squadra alla Vuelta a San Juan 2017

| Anno | Codice | Nome                              | Cat. | Biciclette | Dirigenza |
| ---- | ------ | --------------------------------- | ---- | ---------- | --- |
| 1982 | -      | Termolan-Galli                    | -    | Alan       | Dir. sportivi: Bruno Reverberi                                                                                               |
| 1983 | -      | Termolan-Galli-CIÖCC              | -    | CIÖCC      | Dir. sportivi: Bruno Reverberi                                                                                               |
| 1984 | -      | Santini-Conti-Galli               | -    | Conti      | Dir. sportivi: Bruno Reverberi                                                                                               |
| 1985 | -      | Santini-Krups-Conti-Galli         | -    | Conti      | Dir. sportivi: Bruno Reverberi, William Morelli                                                                              |
| 1986 | -      | Santini-Cierre-Conti-Galli        | -    | Conti      | Dir. sportivi: Bruno Reverberi, Graziano Rossi                                                                               |
| 1987 | -      | Selca-Thermomec-Conti-Galli       | -    | Conti      | Dir. sportivi: Bruno Reverberi, Graziano Rossi                                                                               |
| 1988 | -      | Selca-Ciclolinea-Conti            | -    | Conti      | Dir. sportivi: Bruno Reverberi, Pierino Primavera, Graziano Rossi                                                            |
| 1989 | -      | Selca-Conti-Ciclolinea            | -    | Conti      | Dir. sportivi: Bruno Reverberi, Pierino Primavera, Graziano Rossi                                                            |
| 1990 | -      | Italbonifica-Navigare             | -    | Conti      | Dir. sportivi: Bruno Reverberi, Graziano Rossi                                                                               |
| 1991 | -      | Italbonifica-Navigare             | -    | Conti      | Dir. sportivi: Bruno Reverberi, Graziano Rossi                                                                               |
| 1992 | -      | Italbonifica-Navigare             | -    | Moser      | Dir. sportivi: Bruno Reverberi, Enzo Moser, Graziano Rossi                                                                   |
| 1993 | NAV    | Navigare-Blue Storm               | -    | Moser      | Dir. sportivi: Bruno Reverberi, Enzo Moser, Graziano Rossi                                                                   |
| 1994 | NAV    | Navigare-Blue Storm               | -    | Viner      | Dir. sportivi: Bruno Reverberi, Piero Pieroni, Graziano Rossi                                                                |
| 1995 | NAV    | Navigare-Blue Storm               | -    | Viner      | Manager: Bruno Reverberi Dir. sportivi: Piero Pieroni                                                                        |
| 1996 | SCR    | Scrigno-Blue Storm                | -    | Viner      | Manager: Bruno Reverberi Dir. sportivi: Enrico Paolini                                                                       |
| 1997 | SCR    | Scrigno-Gaerne                    | -    | Viner      | Manager: Bruno Reverberi Dir. sportivi: Enrico Paolini, Roberto Reverberi                                                    |
| 1998 | SCR    | Scrigno-Gaerne                    | -    | Viner      | Manager: Bruno Reverberi Dir. sportivi: Enrico Paolini, Piero Pieroni                                                        |
| 1999 | NAV    | Navigare-Gaerne                   | GSII | Viner      | Manager: Bruno Reverberi Dir. sportivi: Roberto Reverberi                                                                    |
| 2000 | PAN    | Ceramica Panaria-Gaerne           | GSII | Battaglin  | Manager: Bruno Reverberi Dir. sportivi: Roberto Reverberi, Renato Braguglia                                                  |
| 2001 | PAN    | Ceramiche Panaria-Fiordo          | GSII | Battaglin  | Manager: Bruno Reverberi Dir. sportivi: Roberto Reverberi, Renato Braguglia                                                  |
| 2002 | PAN    | Ceramiche Panaria-Fiordo          | GSII | Battaglin  | Manager: Bruno Reverberi Dir. sportivi: Roberto Reverberi, Renato Braguglia                                                  |
| 2003 | PAN    | Ceramiche Panaria-Fiordo          | GSII | Battaglin  | Manager: Bruno Reverberi Dir. sportivi: Roberto Reverberi, Renato Braguglia                                                  |
| 2004 | PAN    | Ceramiche Panaria-Margres         | GSII | Battaglin  | Manager: Bruno Reverberi Dir. sportivi: Roberto Reverberi, Renato Braguglia                                                  |
| 2005 | PAN    | Ceramica Panaria-Navigare         | PCT  | Colnago    | Manager: Bruno Reverberi Dir. sportivi: Roberto Reverberi, Renato Braguglia, Fabiano Fontanelli                              |
| 2006 | PAN    | Ceramica Panaria-Navigare         | PCT  | Colnago    | Manager: Bruno Reverberi Dir. sportivi: Roberto Reverberi, Fabiano Fontanelli                                                |
| 2007 | PAN    | Ceramica Panaria-Navigare         | PCT  | Colnago    | Manager: Roberto Reverberi Dir. sportivi: Bruno Reverberi, Fabiano Fontanelli                                                |
| 2008 | CSF    | CSF Group-Navigare                | PCT  | Colnago    | Manager: Bruno Reverberi Dir. sportivi: Roberto Reverberi, Fabiano Fontanelli                                                |
| 2009 | CSF    | CSF Group-Navigare                | PCT  | Colnago    | Manager: Bruno Reverberi Dir. sportivi: Roberto Reverberi, Giuseppe Lanzoni                                                  |
| 2010 | COG    | Colnago-CSF Inox                  | PCT  | Colnago    | Manager: Bruno Reverberi Dir. sportivi: Roberto Reverberi, Giuseppe Lanzoni                                                  |
| 2011 | COG    | Colnago-CSF Inox                  | PCT  | Colnago    | Manager: Bruno Reverberi Dir. sportivi: Roberto Reverberi, Giuseppe Lanzoni                                                  |
| 2012 | COG    | Colnago-CSF Inox                  | PCT  | Colnago    | Manager: Roberto Reverberi Dir. sportivi: Bruno Reverberi, Mirko Rossato                                                     |
| 2013 | BAR    | Bardiani Valvole-CSF Inox         | PCT  | MCipollini | Manager: Roberto Reverberi Dir. sportivi: Bruno Reverberi, Mirko Rossato                                                     |
| 2014 | BAR    | Bardiani-CSF                      | PCT  | MCipollini | Manager: Roberto Reverberi Dir. sportivi: Bruno Reverberi, Mirko Rossato                                                     |
| 2015 | BAR    | Bardiani-CSF                      | PCT  | MCipollini | Manager: Roberto Reverberi Dir. sportivi: Bruno Reverberi, Roberto Reverberi, Mirko Rossato                                  |
| 2016 | BAR    | Bardiani-CSF                      | PCT  | MCipollini | Manager: Roberto Reverberi Dir. sportivi: Roberto Reverberi, Claudio Cucinotta, Bruno Reverberi, Stefano Zanatta             |
| 2017 | BRD    | Bardiani-CSF                      | PCT  | MCipollini | Manager: Roberto Reverberi Dir. sportivi: Roberto Reverberi, Bruno Reverberi, Stefano Zanatta                                |
| 2018 | BRD    | Bardiani CSF                      | PCT  | MCipollini | Manager: Roberto Reverberi Dir. sportivi: Roberto Reverberi, Claudio Cucinotta, Stefano Zanatta                              |
| 2019 | BRD    | Bardiani CSF                      | PCT  | Guerciotti | Manager: Roberto Reverberi Dir. sportivi: Roberto Reverberi, Stefano Zanatta, Mirko Rossato                                  |
| 2020 | BCF    | Bardiani CSF Faizanè              | PRT  | Guerciotti | Manager: Roberto Reverberi Dir. sportivi: Roberto Reverberi, Alessandro Donati, Mario Manzoni, Mirko Rossato                 |
| 2021 | BCF    | Bardiani CSF Faizanè              | PRT  | MCipollini | Manager: Roberto Reverberi Dir. sportivi: Roberto Reverberi, Luca Amoriello, Alessandro Donati, Mirko Rossato                |
| 2022 | BCF    | Bardiani CSF Faizanè              | PRT  | MCipollini | Manager: Roberto Reverberi Dir. sportivi: Roberto Reverberi, Luca Amoriello, Alessandro Donati, Mirko Rossato, Giuseppe Toni |
| 2023 | GBF    | Green Project-BardianiCSF-Faizanè | PRT  | De Rosa    | Manager: Roberto Reverberi Dir. sportivi: Roberto Reverberi, Luca Amoriello, Alessandro Donati, Mirko Rossato                |
| 2024 | VBF    | VF Group-Bardiani CSF-Faizanè     | PRT  | De Rosa    | Manager: Roberto Reverberi Dir. sportivi: Roberto Reverberi, Luca Amoriello, Alessandro Donati, Mirko Rossato                |
| 2025 | VBF    | VF Group-Bardiani CSF-Faizanè     | PRT  | De Rosa    | Manager: Roberto Reverberi Dir. sportivi: Roberto Reverberi, Luca Amoriello, Alessandro Donati, Mirko Rossato                |

### Classifiche UCI
Aggiornato al 31 dicembre 2018.
| Anno | Class.     | Pos. | Migliore cl. individuale  |
| ---- | ---------- | ---- | ------------------------- |
| 1995 | -          | 25º  | Michele Coppolillo (116º) |
| 1996 | -          | 16º  | Fabrizio Guidi (17º)      |
| 1997 | -          | 19º  | Biagio Conte (54º)        |
| 1998 | -          | 26º  | Filippo Casagrande (183º) |
| 1999 | GSII       | 7º   | Niklas Axelsson (96º)     |
| 2000 | GSII       | 15º  | Niklas Axelsson (156º)    |
| 2001 | GSII       | 13º  | Giuliano Figueras (25º)   |
| 2002 | GSII       | 10º  | Julio Pérez Cuapio (120º) |
| 2003 | GSII       | 5º   | Luca Mazzanti (108º)      |
| 2004 | GSII       | 4º   | Luca Mazzanti (73º)       |
| 2005 | Asia T.    | 5º   | Graeme Brown (6º)         |
| 2005 | Europe T.  | 1º   | Luca Mazzanti (7º)        |
| 2005 | Oceania T. | 3º   | Paride Grillo (5º)        |
| 2006 | Europe T.  | 6º   | Luca Mazzanti (5º)        |
| 2007 | Asia T.    | 13º  | Maximiliano Richeze (16º) |
| 2007 | Europe T.  | 3º   | Luca Mazzanti (2º)        |
| 2008 | Europe T.  | 15º  | Maximiliano Richeze (56º) |
| 2009 | Europe T.  | 18º  | Domenico Pozzovivo (37º)  |
| 2010 | Europe T.  | 7º   | Domenico Pozzovivo (4º)   |
| 2010 | World Cal. | 25º  | Sacha Modolo (75º)        |
| 2011 | Asia T.    | 17º  | Sacha Modolo (41º)        |
| 2011 | Europe T.  | 3º   | Sacha Modolo (9º)         |
| 2012 | America T. | 47º  | Sonny Colbrelli (393º)    |
| 2012 | Asia T.    | 30º  | Sonny Colbrelli (99º)     |
| 2012 | Europe T.  | 11º  | Domenico Pozzovivo (8º)   |
| 2013 | America T. | 26º  | Sacha Modolo (70º)        |
| 2013 | Asia T.    | 15º  | Sacha Modolo (12º)        |
| 2013 | Europe T.  | 12º  | Sacha Modolo (19º)        |
| 2014 | Asia T.    | 47º  | Sonny Colbrelli (133º)    |
| 2014 | Europe T.  | 6º   | Sonny Colbrelli (2º)      |
| 2015 | America T. | 33º  | Sonny Colbrelli (139º)    |
| 2015 | Asia T.    | 49º  | Luca Chirico (126º)       |
| 2015 | Europe T.  | 22º  | Sonny Colbrelli (11º)     |
| 2016 | Asia T.    | 60º  | Luca Chirico (185º)       |
| 2016 | Europe T.  | 6º   | Sonny Colbrelli (3º)      |
| 2017 | America T. | 19º  | Giulio Ciccone (28º)      |
| 2017 | Asia T.    | 52º  | Enrico Barbin (151º)      |
| 2017 | Europe T.  | 66º  | Giulio Ciccone (318º)     |
| 2018 | Asia T.    | 53º  | Andrea Guardini (102º)    |
| 2018 | Europe T.  | 26º  | Giulio Ciccone (77º)      |

## Palmarès
Aggiornato al 1º giugno 2025.

### Grandi Giri
- Giro d'Italia

Partecipazioni: 43 (1982, 1983, 1984, 1985, 1986, 1987, 1988, 1989, 1990, 1991, 1992, 1993, 1994, 1995, 1996, 1997, 1998, 1999, 2000, 2001, 2002, 2003, 2004, 2005, 2006, 2007, 2008, 2010, 2011, 2012, 2013, 2014, 2015, 2016, 2017, 2018, 2019, 2020, 2021, 2022, 2023, 2024, 2025)
Vittorie di tappa: 25
1988: 1 (Patrizio Gambirasio)
1990: 2 (2 Stefano Allocchio)
1993: 1 (Fabiano Fontanelli)
1994: 1 (Stefano Zanini)
2001: 1 (Julio Alberto Pérez Cuapio)
2002: 2 (2 Julio Alberto Pérez Cuapio)
2004: 1 (Emanuele Sella)
2005: 2 (Brett Lancaster, Luca Mazzanti)
2006: 1 (Luis Laverde)
2007: 1 (Luis Laverde)
2008: 4 (3 Emanuele Sella, Matteo Priamo)
2010: 1 (Manuel Belletti)
2012: 1 (Domenico Pozzovivo)
2013: 1 (Enrico Battaglin)
2014: 3 (Marco Canola, Enrico Battaglin, Stefano Pirazzi)
2015: 1 (Nicola Boem)
2016: 1 (Giulio Ciccone)
Vittorie finali: 0
Altre classifiche: 10
1987: Giovani (Roberto Conti)
1996: Punti (Fabrizio Guidi)
2002: Scalatori (Pérez Cuapio)
2008: Scalatori (Emanuele Sella), Combattività (Emanuele Sella), Squadre a tempi
2013: Scalatori (Stefano Pirazzi)
2024: Intergiro (Filippo Fiorelli)
2025: Red Bull KM (Manuele Tarozzi), Premio Fuga (Manuele Tarozzi)
- Tour de France

Partecipazioni: 1 (1985)
Vittorie di tappa: 0
Vittorie finali: 0
Altre classifiche: 0
- Vuelta a España

Partecipazioni: 5 (1993, 1994, 1996, 1997, 2001)
Vittorie di tappa: 2
1996: 2 (2 Biagio Conte)
Vittorie finali: 0
Altre classifiche: 0

### Campionati nazionali
- Campionati australiani: 1

Cronometro: 2002 (Nathan O'Neill)
- Campionati italiani: 3

In linea: 1993, 1994 (Massimo Podenzana) , 2022 (Filippo Zana)
- Campionati ucraini: 2

In linea: 1998 (Volodymyr Duma)
Cronometro: 2003 (Serhij Matvjejev)

## Organico 2025
Aggiornato al 1° gennaio 2025.

### Staff tecnico
|  | Naz.              | Ruolo  | Sportivo          |  |  |  |
|  | ----------------- | ------ | ----------------- |  |  |  |
|  | Italia (bandiera) | GM, DS | Roberto Reverberi |  |  |  |
|  | Italia (bandiera) | DS     | Luca Amoriello    |  |  |  |
|  | Italia (bandiera) | DS     | Alessandro Donati |  |  |  |
|  | Italia (bandiera) | DS     | Mirko Rossato     |  |  |  |

### Rosa
|  | Naz.                |  | Sportivo                | Anno |  |  |
|  | ------------------- |  | ----------------------- | ---- |  |  |
|  | Italia (bandiera)   |  | Federico Biagini        | 2003 |  |  |
|  | Italia (bandiera)   |  | Luca Cavallo            | 1999 |  |  |
|  | Italia (bandiera)   |  | Filippo Cettolin        | 2006 |  |  |
|  | Italia (bandiera)   |  | Luca Colnaghi           | 1999 |  |  |
|  | Italia (bandiera)   |  | Lorenzo Conforti        | 2004 |  |  |
|  | Italia (bandiera)   |  | Luca Covili             | 1997 |  |  |
|  | Colombia (bandiera) |  | Edward Cruz             | 2006 |  |  |
|  | Italia (bandiera)   |  | Santiago Ferraro        | 2006 |  |  |
|  | Italia (bandiera)   |  | Filippo Fiorelli        | 1994 |  |  |
|  | Colombia (bandiera) |  | Martin Santiago Herreño | 2006 |  |  |
|  | Italia (bandiera)   |  | Filippo Magli           | 1999 |  |  |
|  | Italia (bandiera)   |  | Martin Marcellusi       | 2000 |  |  |
|  | Italia (bandiera)   |  | Alessio Martinelli      | 2001 |  |  |
|  | Italia (bandiera)   |  | Andrea Montagner        | 2006 |  |  |
|  | Italia (bandiera)   |  | Luca Paletti            | 2004 |  |  |
|  | Italia (bandiera)   |  | Alessandro Pinarello    | 2003 |  |  |
|  | Italia (bandiera)   |  | Mattia Pinazzi          | 2001 |  |  |
|  | Cile (bandiera)     |  | Vicente Rojas           | 2002 |  |  |
|  | Italia (bandiera)   |  | Matteo Scalco           | 2004 |  |  |
|  | Italia (bandiera)   |  | Mattia Stenico          | 2006 |  |  |
|  | Italia (bandiera)   |  | Manuele Tarozzi         | 1998 |  |  |
|  | Italia (bandiera)   |  | Alex Tolio              | 2000 |  |  |
|  | Italia (bandiera)   |  | Filippo Turconi         | 2005 |  |  |
|  | Italia (bandiera)   |  | Enrico Zanoncello       | 1997 |  |  |